# 流動警署
流動警署（英語：Moblie Police Post）亦即能夠隨時調動的警崗，為香港警務處曾經舉辦及運作的建築（或車輛），主要作為報案中心，以便快捷及有效地處理人士舉報的案件。警崗除了提供日常的服務外，也可作為臨時的指揮中心。

## 歷史
於1960年代，香港社會動盪，在經歷過由文化大革命後牽引暴發的六七暴動後，警察隊為了進一步維持香港治安，於新市鎮設計及舉辦流動警署，以接納鄰近居民報案，及向警察提出各種報告。
於1969年5月，首處流動警署出現於當時的社區人士複雜的慈雲山。
於1970年代，於多旅客的天星碼頭、多貧民的牛頭角區、及當時的罪惡黑點──秀茂坪徙置區，有流動警署長期駐守。於1970年代中，流動警署被納入為派出所的系統。

## 相關參見
- 警區

## 相關註釋
1. ↑  昔日流動警署
2. ↑  昔日流動警署
3. ↑  昔日流動警署
4. ↑  昔日流動警署
5. ↑  昔日流動警署